# Vincenzo Pagani
Pour les articles homonymes, voir Pagani (homonymie).
Vincenzo Pagani (Monterubbiano, province de Fermo, (Marches), v. 1490 - 1568)  est un peintre italien du XVIe siècle.

## Biographie
Vincenzo Pagani est le père du peintre Lattanzio Pagani et le fils de Giovanni Pagani lui aussi peintre.
Vincenzo Pagani s'est formé dans l'atelier de son père Giovanni influencé par Carlo Crivelli et par la peinture ombrienne.
Les influences de Crivelli se font ressentir sur les retables d'Ortezzano (v. 1510), et de Corridonia (Pinacothèque paroissiale, probablement 1517). L'évolution du « rendu » des types et de la composition est à rapprocher de l'exemple de Luca Signorelli par l'intermédiaire du polyptyque d'Arcevia.
À partir des années 1520, l'artiste se tourna vers la peinture vénitienne connue par l'intermédiaire d'Antonio Solario présent à l'époque à Fermo et Lorenzo Lotto à Recanati. De cette période datent la Vierge à l'Enfant et quatre saints (Moresco) et les retables de San Ginesio (vers 1533 - 1538) (Pinacothèque communale) et d'Ascoli Piceno (église Sant’Agostino).

Le retable dit « Pala Oddi » pour l'église San Francesco de Pérouse (1553), aujourd'hui à la Galerie nationale de l'Ombrie, considérée comme sa dernière œuvre, a été réalisée avec Tommaso Barnabei (dit « il Papacello »).

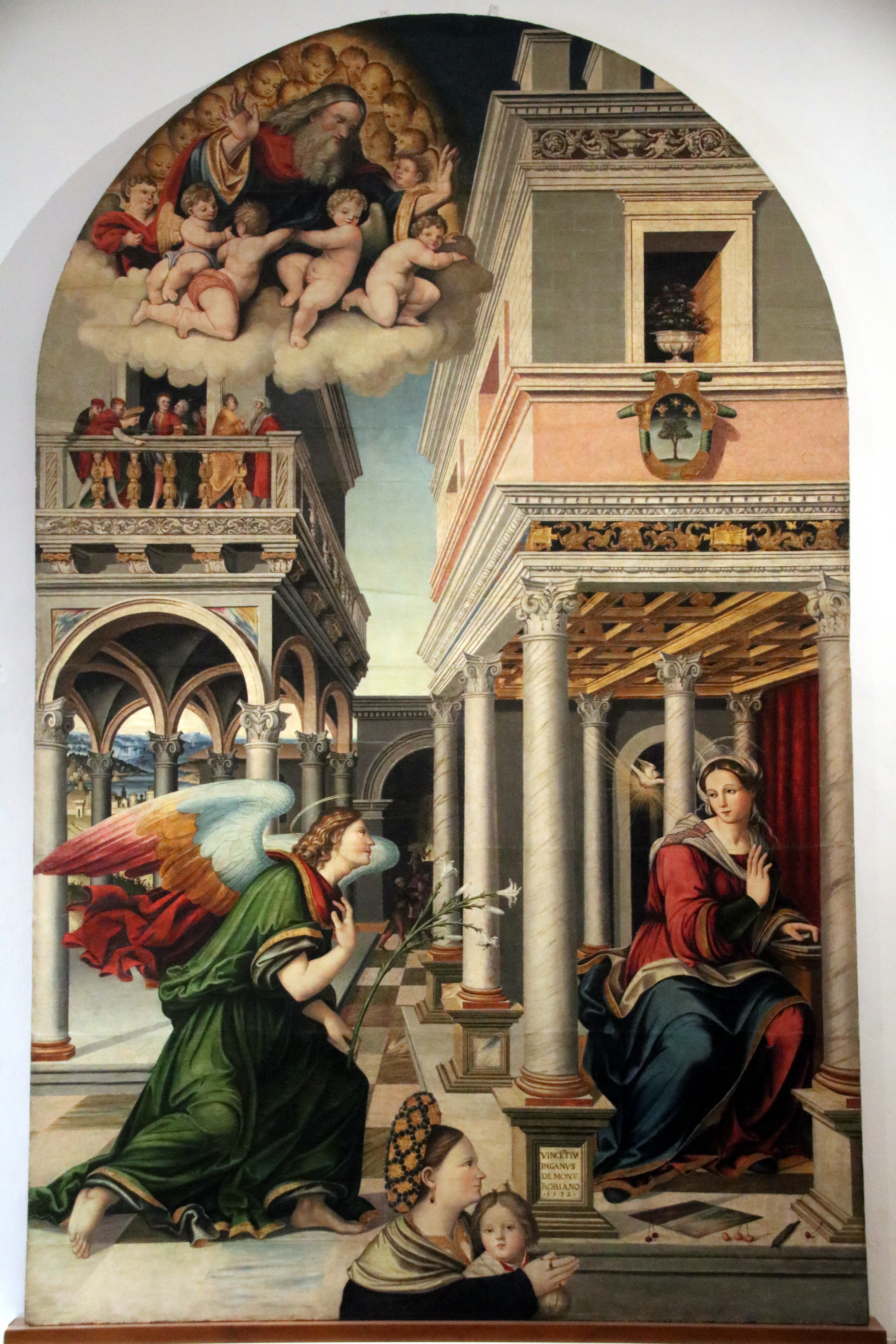
Annonciation de Vincenzo Pagani
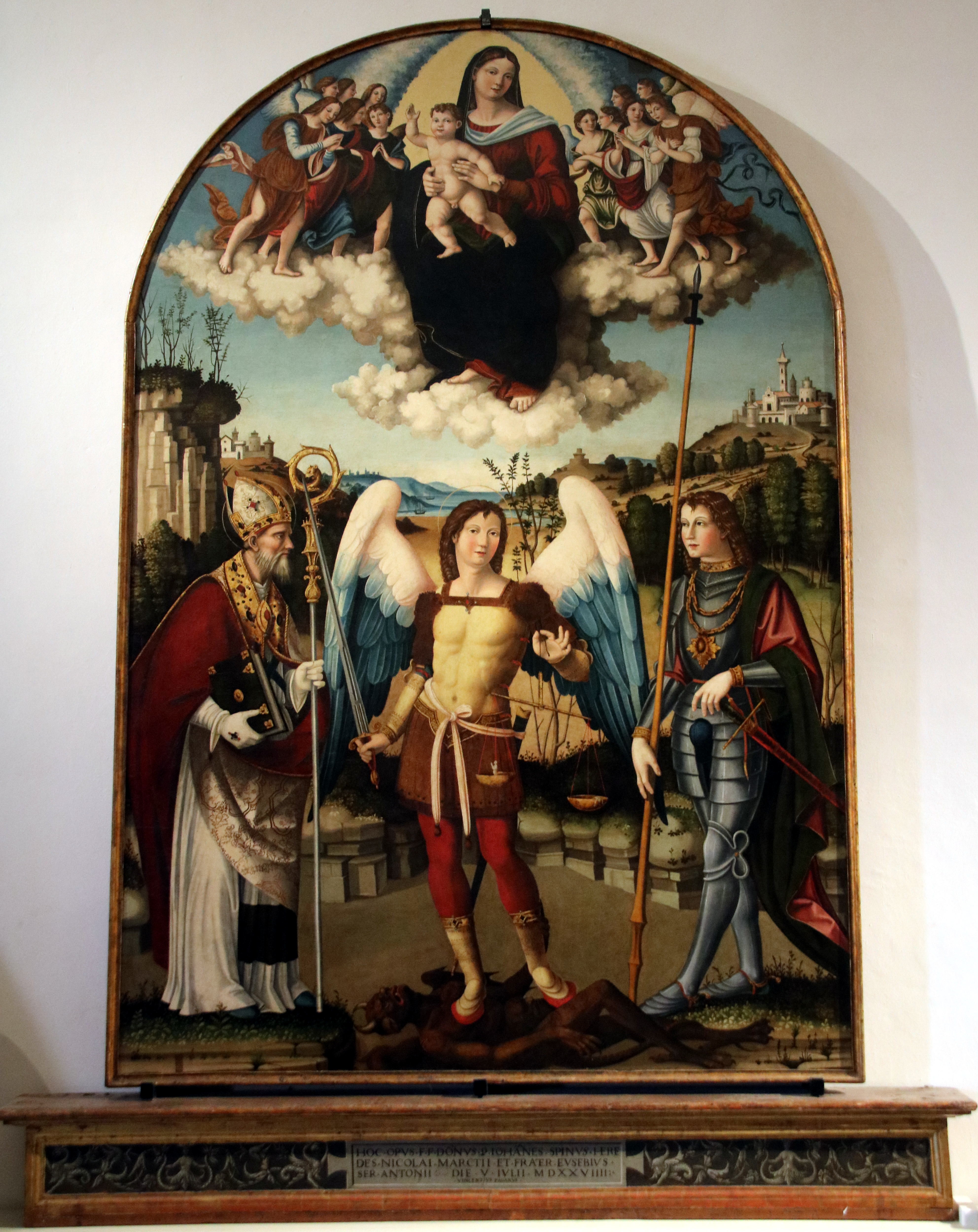
Madone à l’Enfant en Gloire avec saint Martin, l’Archange saint Michel, et saint Georges
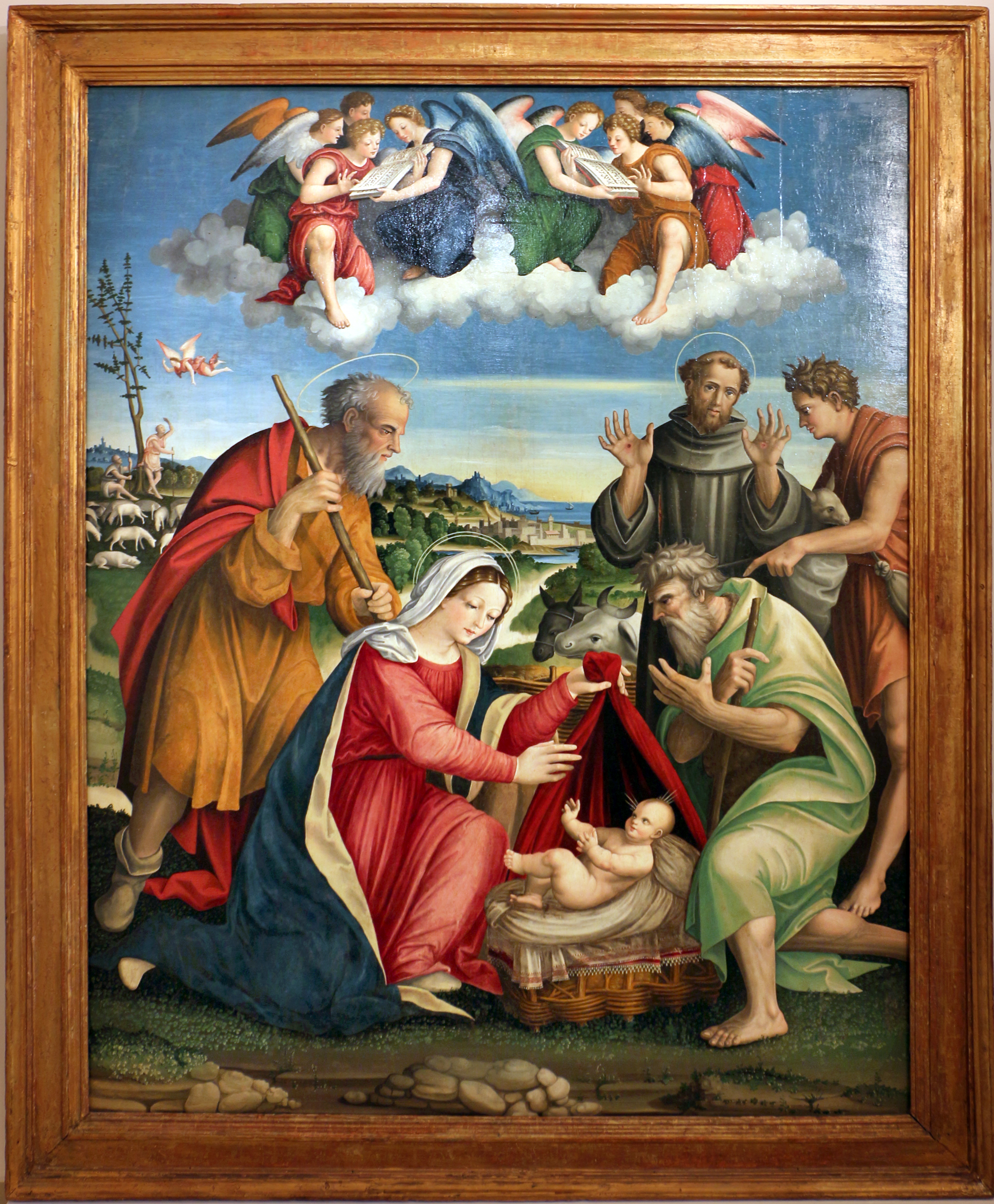
Adoration des Bergers avec saint François d'Assise

## Œuvres
- Nativité, Pinacothèque civique, Massa Fermana.
- Sainte Lucie en gloire d'anges, Pinacothèque civique, Sarnano.
- Polyptyque de Sarnano (1529) (démembré), maître-autel de la chiesa di San Francesco dei Frati Minori Conventuali de Sarnano.
- Déposition, Pinacothèque civique, Sarnano.
- Pietà, Treia.
- Retable (vers 1510), Ortezzano.
- Vierge à l'Enfant avec les saints Pierre et François (1517), retable, Pinacothèque paroissiale, Corridonia.
- Vierge avec Enfant et quatre saints, Moresco.
- Vierge avec Enfant trônant et saints (1533- 1538), retable, Pinacothèque communale, San Ginesio.
- Pala Oddi (1553), retable, Galerie nationale de l'Ombrie, Pérouse.
- Madonna di San Giacomo (vers 1545), église des saints Philippe et Jacques, Montecassiano.
- Assomption de la Vierge, église Santa Maria de'letterati, Monterubbiano.
- Prédelle d'autel (trois panneaux), église Santa Maria de'letterati, Monterubbiano.
- Tablettes, église San Agostino, Monterubbiano.
- Fresque, Monte San Martino.

## Sources
- (it) Cet article est partiellement ou en totalité issu de l’article de Wikipédia en italien intitulé « Vincenzo Pagani » (voir la liste des auteurs).

## Liens
- Peintres nés dans les Marches